# 罗里·科科特
罗里·科科特（法語：Rory Kockott；1986年6月25日—）是一位法國橄欖球運動員，出生在南非。他是法國國家橄欖球隊的一員，代表法國參加了2015年世界盃橄欖球賽。